# Kościół poewangelicki w Łowiczu
Kościół poewangelicki w Łowiczu – dawna świątynia protestancka mieszcząca się w Łowiczu, przy ulicy Podrzecznej.
Świątynia została wybudowana w latach 1838–1839. Reprezentuje architekturę późnoklasycystyczną. Projektantem budowli był Jan Łuczaj. Jest to budynek murowany, na planie prostokąta z węższą częścią południową. W fasadzie portyk sześciokolumnowy ze stiukowym Okiem Opatrzności. Obecnie siedziba galerii sztuki Browarna.
Obok budynku znajduje się murowana dzwonnica z 1866. Budynek dawnego kościoła oraz dzwonnica w 1967 zostały wpisane do rejestru zabytków.